# Arquata del Tronto
Arquata del Tronto é uma comuna italiana da região de Marcas, província de Ascoli Piceno, com cerca de 1 481 habitantes. Estende-se por uma área de 92 km², tendo uma densidade populacional de 16 hab./km². Faz fronteira com Accumoli (RI), Acquasanta Terme, Montegallo, Montemonaco, Nórcia (PG), Valle Castellana (TE).
Um sismo em Agosto de 2016 destruiu três quartos da cidade.

## Demografia
| Variação demográfica do município entre 1861 e 2011                               |
|                                                                                   |
| Fonte: Istituto Nazionale di Statistica (ISTAT) - Elaboração gráfica da Wikipedia |